# 隘
隘（吳語拼音：ka3，音同「尬」）。宁波地区常见地名。  

## 分布
宁波有顺口溜“东乡十八隘、南乡十八埭，西乡十八𡍲”，反映鄞东平原的地名通名主要为“隘”。即“隘”主要分布于鄞东平原。地形类似的北仑平原亦有诸多“隘”分布。因移民，洪塘亦有以“隘”为通名的地名。

## 含义
一说隘指河网密集处的村庄沿河设街，进出村庄的这些集市街道犹如进出关隘。
一说隘指河流之间适宜于建造村落的大面积土地。

## 例子

### 鄞州
- 邱隘
- 余隘
- 姚隘
- 柳隘
- 殷隘
- 王隘

### 北仑
- 邬隘
- 王隘
- 李隘
- 林隘
- 下周隘
- 上周隘
- 周隘陈
- 施隘周
- 上王隘
- 里隘
- 丁隘

### 江北
- 曹隘